# Mantispa femoralis
Mantispa femoralis is een insect uit de familie van de Mantispidae, die tot de orde netvleugeligen (Neuroptera) behoort. 
Mantispa femoralis is voor het eerst wetenschappelijk beschreven door Navás in 1914.